# Новобарово
Новобарово (укр. Новобарово) — село в Буштынской поселковой общине Тячевского района Закарпатской области Украины.
Село Новобарово находится в 7 км к востоку от пгт Буштино, от районного центра Тячева в 16 км. Протяженность села с запада на восток более 4 км. Через село протекает небольшая река Сокирница(Помийница), местные жители её называют Помийница. Население Новобарова составляет 2008 человек.
Село Новобарово до 1944 года Уйбард (по народному Вуйбарьово) упоминается в исторических справках с XIV в. По одним данным название села происходит от венгерского Уй-Бард, что в переводе звучит как «уй» — новый, «бард» — топор или часть бочки. По другим данным название села происходит от фамилии основателя села Уйбара. Такие фамилии встречаются и теперь в Хустском районе. Село лежит на северо-востоке Притисянской долины, под небольшими горами Полянское(Полонинское), Осуй, Чичкув, Дубрувка, Маркуское, Чиртиж, Малево, Попиковое(Чова). С юга поселок граничит с большим лесом Мочар.↵На территории села находится исторический памятник — Вознесенский храм, который был полностью построен и обслуживал население деревни в 1910 году. Место для постройки церкви закупил богатый бездетный крестьянин. Об этом свидетельствует надпись на мраморном кресте.
Территория села занимает площадь в 140 га.
Население по переписи 2001 года составляло 2007 человек. Почтовый индекс — 90552. Телефонный код — 3134. Код КОАТУУ — 2124485001.
Точная дата основания не известна, так как документы находятся в архивах Румынии или Австрии. Старое название (до 1939 года) Уйбард.